# Renato Camus
Renato Camus (Pisino, 1891 – Sanremo, 1971) è stato un architetto italiano.
È stato tra le principali figure dell'architettura razionalista milanese tra le due guerre. Si interessò in particolare dei problemi di edilizia popolare, realizzando a Milano, con Franco Albini e Giancarlo Palanti, il quartiere IFCP Fabio Filzi (1935-1938) e Gabriele D'Annunzio, ora San Siro Milite Ignoto (1938-1941).
Partecipò alla V (1933), VI (1936) e VII Triennale di Milano (1940).